# Emilio Lavazza
Emilio Lavazza (7 de agosto de 1932, Turín - 16 de febrero de 2010, Turín) fue un empresario italiano, presidente de la empresa Lavazza entre 1979 y 2008.

## Biografía
Entró en el negocio familiar, la empresa de café Lavazza, en 1955. Su padre, Giuseppe "Beppe", murió en 1971 y el hermano de este, Pericle, ocupó el cargo de presidente, mientras que Emilio fue nombrado director ejecutivo hasta que ocho años después relevó a su tío. Durante su gestión, Lavazza inició su expansión internacional debido a las campañas publicitarias que Emilio inició y la marca llegó a estar presente en más de noventa países, acaparando casi la mitad de la cuota de consumo de café en Italia.
Emilio fue nombrado cavaliere dell'Ordine al merito del lavoro en 1991 y dos años después recibió el doctor honoris causa de la Facultad de Economía y Comercio de la Universidad de Turín. En 2008 se jubiló y fue sustituido por su primo Emilio, siendo nombrado presidente honorario de la empresa y falleciendo el 16 de febrero de 2010 debido a un ataque al corazón.